# 叢辰
叢辰，又稱神煞法，中國傳統擇日占卜方法，以每日輪值神煞來決定吉兇。與建除法類以，但計算方式不同，輪值的神名也不同。在中國傳統農民曆與通書中，每日皆有輪值神煞，決定每日吉兇與適合活動。

## 概論
叢辰起源不詳，最早可追溯至中國戰國時期的楚國，流行於楚國與秦國。在九店楚簡與睡虎地秦簡的《日書》中皆有記載。九店楚簡《日書》中有一篇〈叢辰〉。睡虎地秦簡《日書》中的〈稷辰〉其內容為楚國的建除，但有不同神名，輪值日與吉兇推算也不同，學者饒宗頤等人皆認為即是叢辰。
據《史記》記載，在漢朝宮廷中有為皇室以叢辰法占卜的占卜師，稱為叢辰家。